# Trissodoris honorariella
Trissodoris honorariella är en fjärilsart som beskrevs av Walsingham 1907. Trissodoris honorariella ingår i släktet Trissodoris och familjen fransmalar. Inga underarter finns listade i Catalogue of Life.